# Fort Vancouver

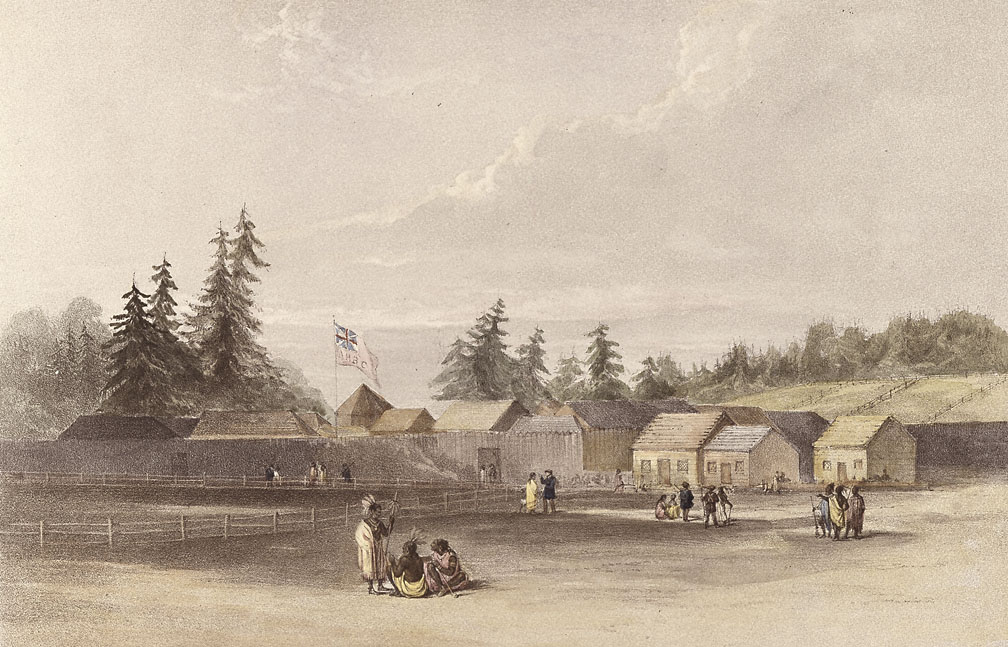
Středisko v roce 1845.

Fort Vancouver bylo středisko s obchodem s kožešinou z devatenáctého století, které se nachází na břehu řeky Columbia a sloužilo jako regionální sídlo Hudson Bay Company pro území, které se později stalo známé jako země Oregon. Středisko nese své jméno po britském mořeplavci Georgi Vancouverovi a leží na severním břehu Columbie, kde se dnes nachází město Vancouver, tedy nedaleko Portlandu. Dnes se zde nachází replika střediska v plném měřítku, která je otevřena veřejnosti jako Národní historická památka Fort Vancouver.

## Historie
Středisko bylo založeno v roce 1824, kdy zdejší region pojmenovaný Společností Hudsonova zálivu jako Columbijský kraj (podle řeky Columbia) byl obydlován jak Brity, tak Američany, jak bylo uvedeno v anglo-americké dohodě v roce 1818. Britské zájmy reprezentovala právě Společnost Hudsonova zálivu, která vlastnila exkluzivní právo na většinu půdy, na které dnes leží západní Kanada. Aby mohla společnost obhajovat své zájmy při břehu řeky Columbie, chtěla založit regionální sídlo na severním břehu řeky, které mělo plně nahradit starší středisko Fort Astoria, které leželo na jižním břehu veletoku a nebylo příliš příhodné pro obchod s pevninou.
Důležitou postavou při zakládání střediska byl George Simpson, ale prvním ředitelem se stal doktor John McLoughlin, později známý také jako „otec Oregonu“, který svou pozici držel po dvaadvacet let. Proti zájmům společnosti totiž pomáhal americkým osadníkům s ubydlením v oblasti a v roce 1846 tedy odešel založit město Oregon City. Devatenáct let strávil ve středisku také James Douglas, který byl do roku 1834 vrchním účetním střediska, než byl povýšen na vrchního obchodníka.

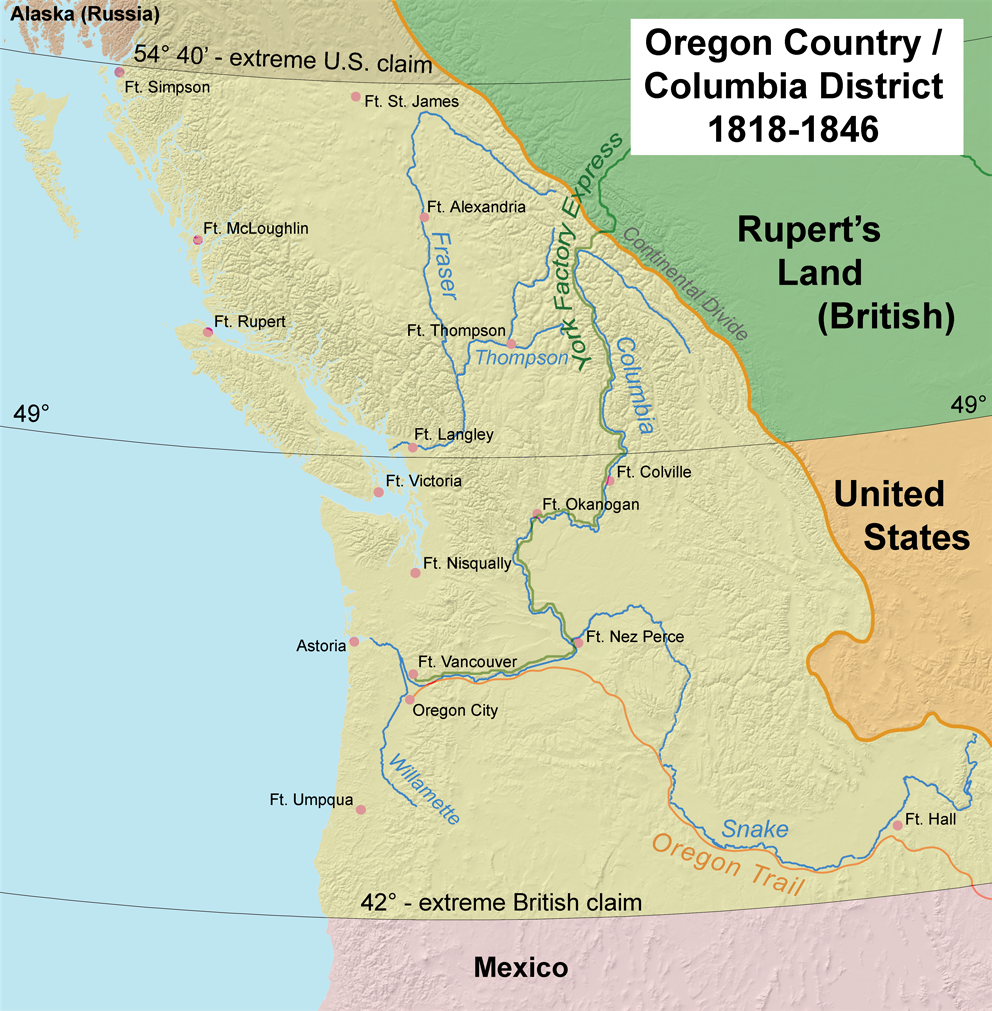
Mapa Columbijského kraje.

Když Simpson vybral místo, na kterém bude středisko postaveno, stal se dolní tok řeky Columbie de facto hranicí mezi britskou a americkou půdou. Místo, které vybral, se nacházelo na protějším břehu od toho, při kterém se do Columbie vlévá řeka Willamette, na rovné půdě, odkud byl snadný přístup k řece, a takřka na hranici údolní nivy.
Místo bylo také vybráno díky dobrému přístupu k úrodné půdě, jelikož Simpson chtěl, aby se pevnost dokázala zásobovat sama, jelikož distribuce potravy byla drahá. V době, kdy středisko vyprodukovalo až příliš potravin, část z nich byla rozeslána po ostatních střediscích v oblasti a část byla exportována na Havajské ostrovy nebo na Aljašku, která v té době patřila Rusku. Okolí střediska bylo známé jako La Jolie Prairie („krásná prérie“) nebo Belle Vue Point („místo krásného výhledu“).
Středisko bylo zásobováno loděmi z Pacifiku nebo pozemským York Factory Expressem, což byla cesta spojující zdejší oblast s faktorií York Factory. Cesta byla odvozena z původního tahu Severozápadní společnosti mezi střediskem Fort Astoria, které leželo na ústí Columbie do oceánu, a střediskem Fort William, které leželo na břehu Hořejšího jezera.
Po sloučení Severozápadní společnosti se Společností Hudsonova zálivu zužitkoval britský parlament zákony Horní Kanady tak, že dal sloučené společnosti právo vynutit si všechnu Brity vlastněnou půdu v Columbijském kraji a v zemi prince Ruprechta. Doktor McLaughlin toto právo využíval, ale zachovával klid a mír s původními obyvateli a snažil se také sjednávat pořádek u amerických osadníků.
V roce 1825 existovaly dva oddíly York Factory Expressu, čímž každé jaro opouštěl jeden konec spojení právě jeden oddíl. Oddíly se pak minuly uprostřed pevniny. Každý oddíl se skládal ze čtyřiceti až sedmdesáti mužů se dvěma až pěti speciálními loďkami zvanými bateaux, což je francouzsky „loď“.
V porovnání s ostatními cestovateli byly tyto loďky celkem rychlé. Záznam z roku 1839 tvrdí, že vzdálenost urazily za tři měsíce a deset dní, což je v průměru téměř 40 kilometrů denně. Muži převáželi na cestě do střediska zásoby a na zpáteční cestě kožešinu, ať už lodí nebo na koni. Pro kratší vzdálenosti mezi regionálními středisky byly dokonce používány batohy. Součástí nákladu byly také spisy o stavu potřebných zásob a prodaných kožešin atd. od doktora McLoughlina i od ostatních ředitelů středisek, které se nacházeli po cestě.

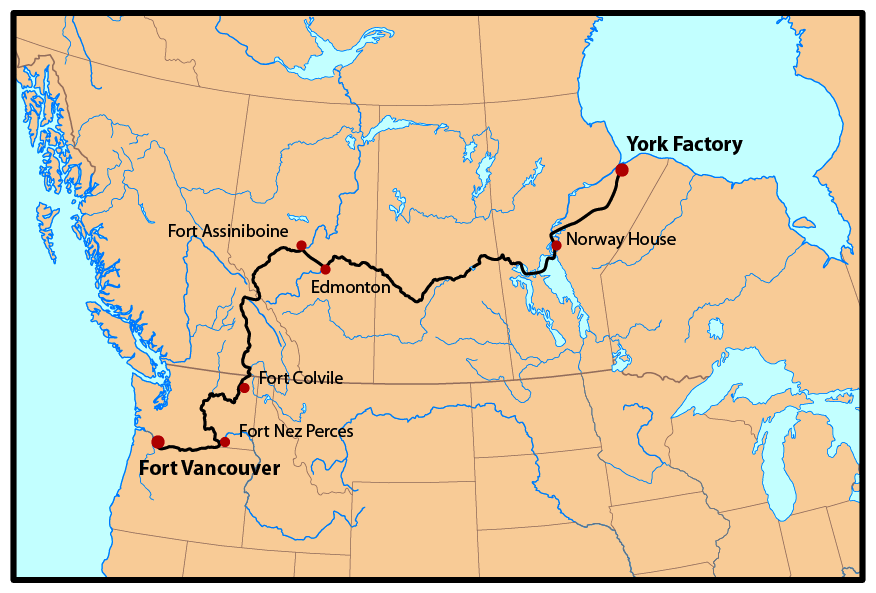
Mapa trasy York Factory Expressu.

Speciální yorské lodě, jak se také říká loďkám bateaux, vyhovovaly úkolům York Factory Expressu více než obvyklé kánoe z březového dřeva, pro které byly řeky amerického Severozápadu příliš nebezpečné. V roce 1820 je zaměstnanec Společnosti Hudsonova zálivu Joe McKay popsal jako „vyrobené z borového prkna, téměř deset metrů dlouhé, skoro dva metry široké uprostřed, s ostrými konci a bez kýlu - pohybovaly se podle okolností pomocí pádel nebo vesel“. Indiáni byli obvykle placeni za to, že jim pomáhali dostat se přes vodopády nebo nesplavné peřeje.
Od západu k východu vypadala cesta York Factory Expressu takto: proti proudu řeky Columbie kolem středisek Fort Nez Perces, Fort Okanogan a Fort Colville až k Boat Encampmentu, kde se nyní nachází Kinbasketské jezero. Dále přes Athabasský průsmyk do Jasperu, odtud po proudu řeky Athabasca k Fort Assiniboine, dále po souši k Fort Edmonton. Odtamtud po proudu řek North Saskatchewan a Saskatchewan k Winnipežskému jezeru, dále přes Norway House po řece Nelson. Nakonec se dostává po řece Hayes do York Factory na pobřeží Hudsonova zálivu.
Zboží, zásoby a pošta, které byly takto přepravovány přes pevninu mezi York Factory a Fort Vancouver, byly distribuovány lodí každý rok, jelikož se společnost snažila omezit počet katastrofálních havárií. Kožešiny prodané za přikrývky, tabák a průmyslové zboží byly převáženy zpět na zásobovacích lodích. Kožešiny byly také prodávány do Číny za čínské zboží, než se dostaly zpět do Anglie. Mezitím se kožešiny z York Factory prodaly v Londýně na každoročním kožešinovém trhu. Tak to šlo až do roku 1846, kdy půda, na které středisko stálo, padla do rukou Američanům.
Středisko bylo dobře zabezpečené. Ochranné palisády byly 230 metrů dlouhé, 140 metrů široké a asi šest metrů vysoké. Ve středisku se nacházelo zhruba čtyřicet budov, včetně ubytování, skladů, školy, knihovny, lékárny, kaple, kovárny a velké průmyslové továrny. Za hradbami stála ještě další budova a rozkládala se zde pole, zahrady, ovocné sady, loděnice, lihovar, koželužna, pila a mlékárna. Rezidenční vesnice, ve které žili zaměstnanci a jejich rodiny, byla známá jako Kanaka Village, jelikož zde pracovalo mnoho Havajanů. Fort Vancouver byla tedy daleko největším neindiánským osídlením západně od Velkých planin. Obyvatelstvo se skládalo především z frankofonních Kanaďanů a Métisů, žili zde ale také Angličané, Skotové, Irové, Havajané a mnoho původních obyvatel, především Irokézové a Kríjové. Obvyklým jazykem, kterým se zde mluvilo, byla kanadská francouzština. Obchodování a vyjednávání s okolím ale bylo prováděno v pidžinovém jazyce Chinook Jargon, který obsahuje mimo jiné elementy různých indiánských jazyků, angličtiny, francouzštiny a havajštiny. Úředním jazykem byla přesto angličtina.
Středisko bylo dlouho centrem aktivity na americkém Severozápadě. Každý rok sem doplula jedna transoceánská loď z Londýna a jedna dodávka York Factory Expressu z York Factory. Zásoby a zboží byly také získávány při obchodech s kožešinou. Fort Vancouver se stala pojmem v obchodě s kožešinou a její vliv sahal od Havajských ostrovů po Skalnaté hory a od Aljašky po Kalifornii.
Občas středisko změnilo svou ekonomickou aktivitu a také začalo exportovat zemědělské potraviny z farem společnosti, společně s lososy, dřevem, a dalšími produkty. Tyto exporty otevřely trh s ruskou Aljaškou, s Havají a s mexickou Kalifornií. Společnost Hudsonova zálivu sloveso pro tyto účely pobočky na aljašské Sitce, v havajském Honolulu a v kalifornské Yerba Bueně, ze které se vyvinulo San Francisco. Vrcholu středisko dosáhlo, když kontrolovalo 34 poboček, 24 přístavů, šest lodí a šest stovek zaměstnanců.
Společnost Hudsonova zálivu, která ovládala obchod s kožešinou na většině území, které Američané nazvali zemí Oregon, nejprve nepodporovala americké osidlování oblasti, protože překáželo lukrativním obchodům. I tak už v roce 1838 přicházeli přes Skalisté hory osadníci, jejichž počet se každým rokem zvyšoval. Mnoho se jich vydalo na cestu ze St. Louis, odkud následovali docela přímou, ale náročnou Oregonskou stezku. Pro mnoho osadníků bylo středisko poslední zastávkou pro zakoupení zásob před začátkem nového usídlení.
Simpson si později uvědomil, že americké osidlování oblasti vyřeší otázku nad územím Oregonu, které bylo dosud obydlené jak Američany, tak Brity, a založil tedy zemědělskou společnost Pugets Sound Agricultural Company. Účelem společnosti bylo jednoduše podpořit britské osídlení na pacifickém pobřeží Severní Ameriky. Společnost měla sídlo ve Fort Nisqually, nedaleko dnešní Olympie, kde produkovala mléko, chovala dobytek a rozvinula zemědělskou půdu.
Sir George Simpson pak přijal Alexandera Rosse, aby na pobřeží Tichého oceánu přivedl přes Skalnaté hory skupinu osadníků z Red River Colony (kolonie rozkládající se mezi Winnipežským a Hořejším jezerem), která bude ubytována na statcích společnosti. Ross se ale bál, že je pro tak obtížnou cestu už příliš starý a tak úkolem pověřil mladšího Jamese Sinclaira.
V roce 1841 tedy James Sinclair vedl skupinu téměř dvou set osadníků z Red River Colony do Columbijského kraje, za účelem udržení tamního území pod britskou kontrolou. Britští lovci, obchodníci a osadníci nejprve postupovali po proudu řeky Red, pak se dostali přes Winnipežské jezero a pokračovali proti proudu řeky Saskatchewan do Fort Edmonton, odkud pokračovali jihozápadně. Pak překročili Americké kontinentální rozvodí ve Skalnatých horách přes Sinclairův průsmyk (nedaleko dnešních Radium Hot Springs) a pak sjeli řeky Kootenay a Columbia až k Fort Vancouver. Cesta byla delší než Oregonská stezka, ale zato byla snadnější. Po příjezdu osadníků ještě chvíli trvalo, než jim doktor McLoughlin zařídil ubytování na farmách společnosti. Místo toho se snažil ubytovat je ve Willamettském údolí, kde žili američtí osadníci a kde mohli získat půdu zadarmo.
Při velké migraci roku 1843 přijelo do oblasti po Oregonské stezce sedm set až tisíc amerických osadníků.
V roce 1846 doktor McLoughlin rezignoval na post ředitele střediska a založil město Oregon City ve Willamettském údolí. Ještě ve stejný rok byla podepsaná dohoda o zdejším území mezi Brity a Američany, kteří se dohodli na hranicích na 49. severní rovnoběžce, čímž byla Fort Vancouver na americkém území. Přestože dohoda zajišťovala Společnosti Hudsonova zálivu, že může nadále provozovat středisko a mít přístup k úžině Juana de Fucy, Pugetově zálivu a řece Columbii, ale dohoda společnosti vůbec nenahrávala, středisko se stalo prodělečným a brzy také zavřeným.

## Americká nadvláda
V roce 1849 postavila americká armáda Columbijské kasárny (později Vancouverovy kasárny), které stály šest metrů nad střediskem, asi dva kilometry od řeky a byly více než kilometr dlouhé.
Zatímco Společnost Hudsonova zálivu dále využívala středisko, každý rok ubývalo kožešiny a přibývalo osadníků. Americká armáda se navíc dostávala do konfliktů se zákazníky společnosti. V té době se zde odehrávaly Indiánské války a v pevnosti byli ubytovaní známí válečníci Ulysses S. Grant, Philip Sheridan, Arthur MacArthur, Jr. nebo George Crook. Společnost opustila středisko až v červnu 1860, kdy přemístila všechny své operace severně od hranic. Americká armáda ihned přejmenovala celé místo na Fort Columbia, než bylo změněné zpět na Fort Vancouver. Armáda využívala bývalé středisko pro bydlení a jako sklad, zatímco počet obyvatel stále kolísal. Nejméně zde žilo 51 lidí v roce 1861. Při americké občanské válce zde sídlily části 1. oregonské kavalerie a 1. regimentu washingtonských dobrovolných pěšáků. Většina pevnosti shořela ve velkém požáru v roce 1866.
Poté byla pevnost přestavěna tak, že se v ní nacházely dvě kasárny, jedna na každé straně cvičiště.
Sedm kládových a čtyři hrázděné budovy sloužily jako bydliště pro úředníky. Pevnost byla nadále aktivní a pro první světovou válku byla rozšířena a přejmenována na Vancouverovy kasárny. Při válce zde sídlila Divize jedlové produkce pod vedením plukovníka Brice Disqua. V meziválečném období zde mezi lety 1936 a 1938 sídlila 5. pěší divize, kterou vedl pozdější náčelník americké armády George Catlett Marshall. Nakonec ve druhé světové válce sloužila pevnost jako vypravovací území pro přístav v Seattlu. V té době byla její rozloha 12,2 km² a její kapacita činila 250 úředníků a 7 295 poddůstojnických osob. V roce 1946 byla pevnost zavřena a také byly vytvořeny první plány na ochranu území.
Díky své důležitosti v dějinách Spojených států byla pevnost v červnu 1948 jmenována americkou národní památkou. V červnu 1961 bylo změněno její označení na americkou národní historickou památku. V roce 1996 bylo 1,5 km² rozlehlé území okolo pevnosti, do kterého patřila i vesnice Kanaka Village, Columbijské kasárny a břeh řeky Columbie, jmenováno národní historickou rezervací, kterou spravuje správa národních parků. Turisté mohou pevnost navštívit, také je místem známým pro velké ohňostroje, které při dni nezávislosti v roce 2008 trvaly 31 minut a vybuchlo zde na 5 440 světlic, čímž bylo nejspíš největším ohňostrojem západně od řeky Mississippi.
V roce 2007 byl jako součást projektu Confluence postaven půdou pokrytý most přes dálnici Lewise a Clarka, který spojuje památku s řekou Columbií.

## Budovy
Mezi významné zrekonstruované budovy pevnosti patří:
- Kovárna - ukazuje umění kovářů.
- Kuchyň - ve které byla připravována jídla.
- Pekárna - kromě pekařství ukazuje také techniky přípravy tvrdých chlebů z mouky a vody.
- Tesárna - ukazuje tesařské nářadí.